# Žaškov
Žaškov é um município da Eslováquia, situado no distrito de Dolný Kubín, na região de Žilina. Tem 24,72 km² de área e sua população em 2018 foi estimada em 1.596 habitantes.

## Demografia
| Ano:        | 1994 | 2004   | 2014   | 2024   |
| ----------- | ---- | ------ | ------ | ------ |
| Broj ljudi: | 1732 | 1705   | 1592   | 1621   |
| Razlika:    |      | -1,55% | -6,62% | +1,82% |

| Ano:               | 2023 | 2024   |
| ------------------ | ---- | ------ |
| Número de pessoas: | 1641 | 1621   |
| Diferença:         |      | -1,21% |